# 7463 Oukawamine
7463 Oukawamine este un asteroid din centura principală de asteroizi.

## Descriere
7463 Oukawamine este un asteroid din centura principală de asteroizi. A fost descoperit pe 20 septembrie 1985 la Geisei de Tsutomu Seki. El prezintă o orbită caracterizată de o semiaxă mare de 2,43 ua, o excentricitate de 0,17 și o înclinație de 6,2° în raport cu ecliptica.